# Armalcolit
Armalcolitul (/ˌɑrˈmɑːlkəlaɪt/) este un mineral bogat în titan cu formula chimică (Mg,Fe2+)Ti2O5. Acesta a fost întâi descoperit în probele colectate în 1969 de la baza lunară Tranquility. Este numit astfel după Armstrong, Aldrin și Collins, cei trei astronauți ai misiunii Apollo 11. Alături de  tranchilitit și piroxferoit, armalcolitul este unul dintre cele trei minerale care au fost descoperite pentru prima dată pe Lună, înainte ca prezența lor să fie pusă în evidență în probe de origine terestră. La fel ca tranchilititul și piroxferoitul, armalcolitul a fost identificat ulterior în diverse locuri de pe Pământ și a fost sintetizat în laborator. Sinteza necesită presiuni scăzute, temperaturi ridicate și răcire rapidă de la aproximativ 1000 °C la temperatura ambiantă. La temperaturi mai mici de 1000 °C, armalcolitul segregă într-un amestec de ilmenit (bogat în magneziu) și rutil, dar conversia încetinește prin răcire rapidă. Din această cauză, armalcolitul este relativ rar și se găsește de obicei în asociere cu ilmenit și rutil, printre alte minerale. 

## Răspândire

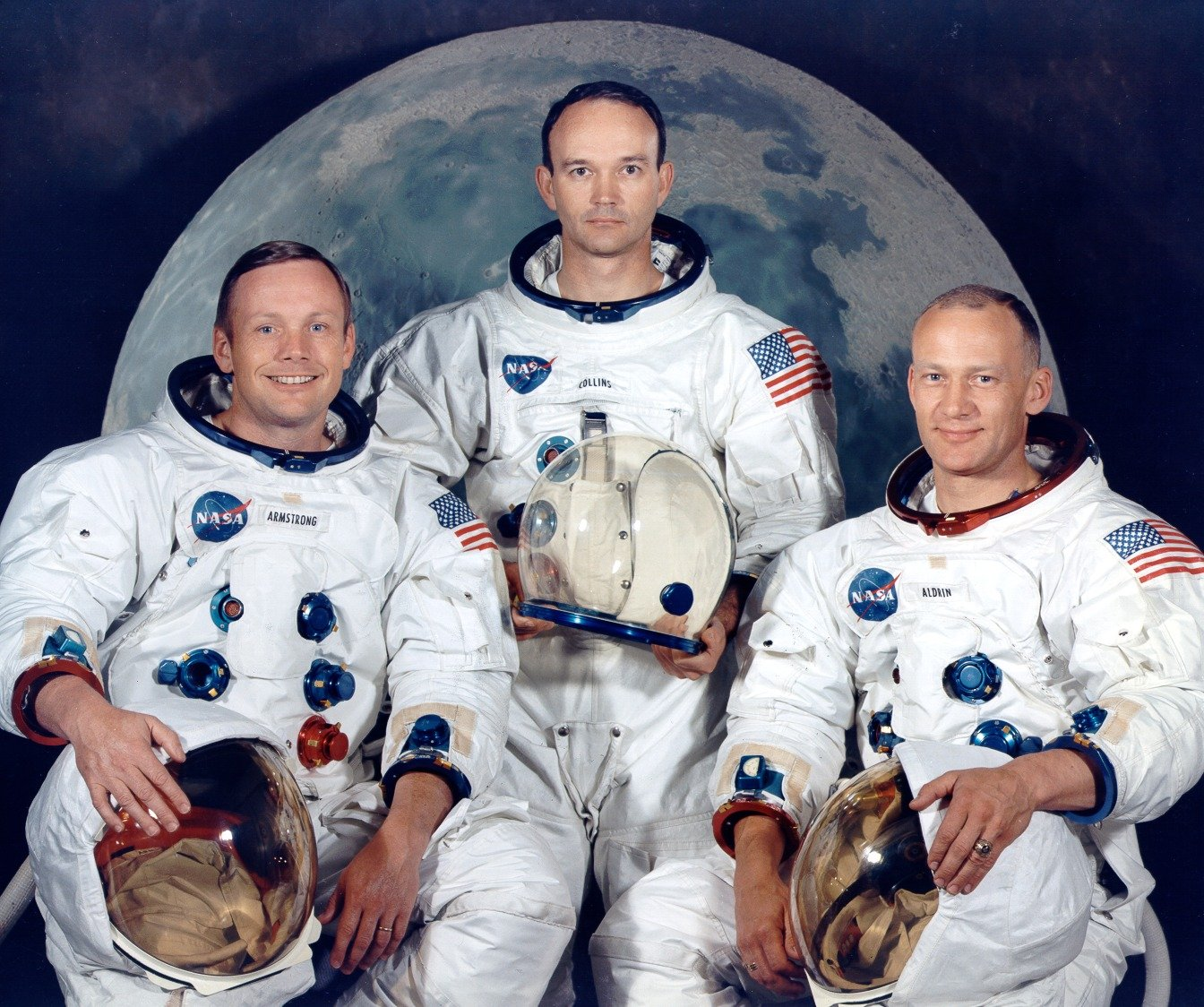
Portretul echipajului Apollo 11. De la stânga la dreapta: Neil Armstrong, Michael Collins și Buzz Aldrin.

Armalcolitul a fost găsit inițial pe Lună, în Marea Liniștii la Baza Tranquility, precum și în valea Taurus-Littrow și teritoriile înalte Descartes. Cele mai însemnate catintăți au fost colectate de misiunile Apollo 11 și 17. Mai târziu, a fost identificat pe Pământ din eșantioane din Smoky Butte, Comitatul Garfield, Montana, SUA. Pe Pământ se mai întâlnește în Germania (craterul de impact Nördlinger Ries din Bavaria), Groenlanda ( insula Disko), Mexic (El Toro, San Luis Potosí ), Africa de Sud (minele Jagersfontein, Bultfontein și Dutoitspan), Spania, Ucraina, Statele Unite  și Zimbabwe.  Armalcolitul a fost detectat, de asemenea, în meteoriți lunari, cum ar fi Dhofar 925 și 960 găsiți în Oman.
Armalcolitul este un mineral minor găsit în roci bazaltice bogate în titan, lavă vulcanică, granit pegmatitic etc. Este asociat cu diferite oxizi micști fier–titan, grafit, diopsid, ilmenit, rutil etc. Formează cristale alungite până de aproximativ 0,1–0,3 mm lungime încorporate într-o matrice de bazalt. Analiza petrografică sugerează că armalcolitul este format, de obicei, la presiuni scăzute și temperaturi ridicate.  

## Sinteză
Cristalele de armalcolit de până la câteva milimetri în lungime pot fi obținute prin amestecarea de cantități stoechiometrice de pulberi oxizi de fier, oxid de titan și magneziu și tratament termic la aproximativ 1400 °C. Topitura este lăsată să cristalizeze pentru câteva zile la aproximativ 1200 °C, etapă urmată de răcirea rapidă a cristalelor până la temperatura ambiantă. Etapa de răcire rapidă este necesară atât la nivel de laborator, cât și în natură, pentru a evita transformarea armalcolitului într-un amestec de ilmenit bogat în magneziu (Mg-FeTiO
3) și rutil (TiO2), la temperaturi sub 1000 °C. Această temperatură de conversie crește cu presiunea și în cele din urmă depășește punctul de topire, ceea ce conduce la concluzia că mineralul nu poate fi format la presiuni  ridicate. Datorită acestei transformări în ilmenit, armalcolitul are o abundență relativ redusă și este asociat cu ilmenit și rutil. În consecință, proporția relativă de ilmenit și armalcolit poate fi utilizată ca indicator al vitezei de răcire a mineralului în timpul formării acestuia.

## Proprietăți

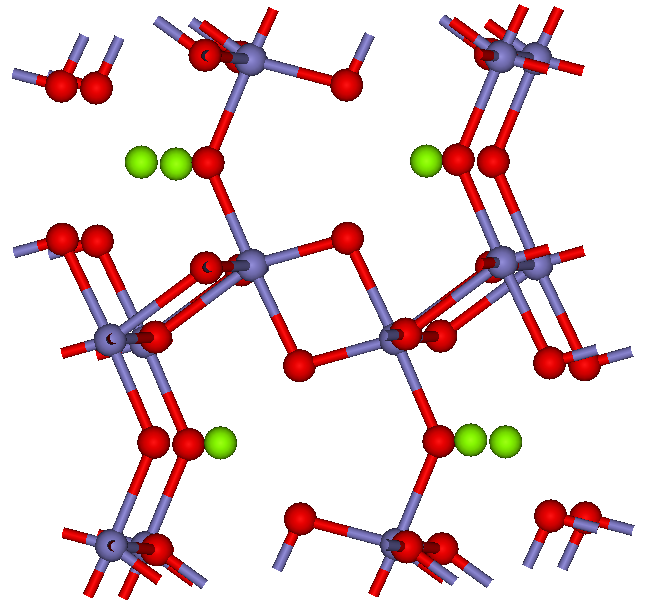
Structura cristalină a armacolitului: verde - Mg, albastru - Ti, roșu - oxigen.

Armalcolitul are formula chimică generală (Mg,Fe2+)Ti2O5. Formează mase opace cenușii (orto-armalcolit) sau cu reflecții de culoarea bronzului (para-armalcolit). Structura cristalină este aceeași pentru orto- și para-armalcolit. Compoziția chimică nu diferă semnificativ între cele două forme, dar mici variații induc diferențe majore ale o colorației. Armalcolitul face parte dintr-un grup de minerale cu formula generală X2YO5, unde X și Y sunt de obicei Fe (2+ și 3+), Mg, Al și Ti. Capetele de serie ale so sunt (Mg,Fe)Ti2O5, Fe2TiO5, FeTi 2O5 și MgTi2O5). Acestea sunt izostructurale și toate prezintă structură cristalină ortorombică, fiind prezente în roci lunare și terestre.  